# Amyloathelia
Amyloathelia is een geslacht van schimmels behorend tot de familie Amylocorticiaceae. Het geslacht komt voor in Europa en Zuid-Amerika.

## Soorten
Volgens Index Fungorum bestaat het geslacht uit drie soorten (peildatum december 2023):
| Soortnaam                 | Auteur(s)                               | Publicatiejaar |
| ------------------------- | --------------------------------------- | -------------- |
| Amyloathelia amylacea     | (Bourdot & Galzin) Hjortstam & Ryvarden | 1979           |
| Amyloathelia aspera       | Hjortstam & Ryvarden                    | 1993           |
| Amyloathelia crassiuscula | Hjortstam & Ryvarden                    | 1979           |